# Moulin dans la Nièvre
Pour les articles homonymes, voir Moulin (homonymie).
 (avril 2016).
Les moulins de la Nièvre sont des établissements artisanaux ou industriels de la Nièvre exploitant les énergies hydraulique ou éolienne.

## Liste

### Moulin rue des Neuf-Piliers
Le moulin de la rue des Neuf-Piliers est un ancien moulin à vent.

### Moulin du Chapitre
Cette maison d'habitation, située au no 10 rue du Moulin d'écorce, était anciennement un moulin.

## Galerie

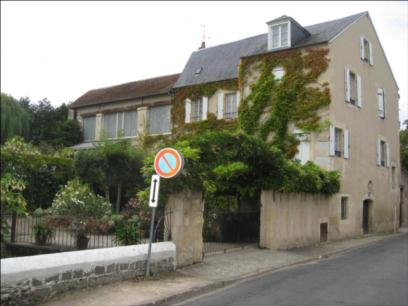
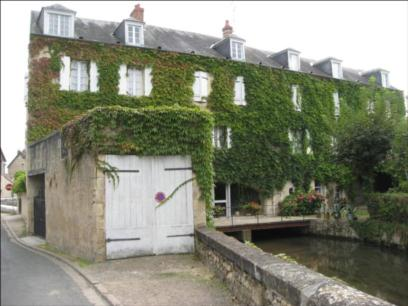
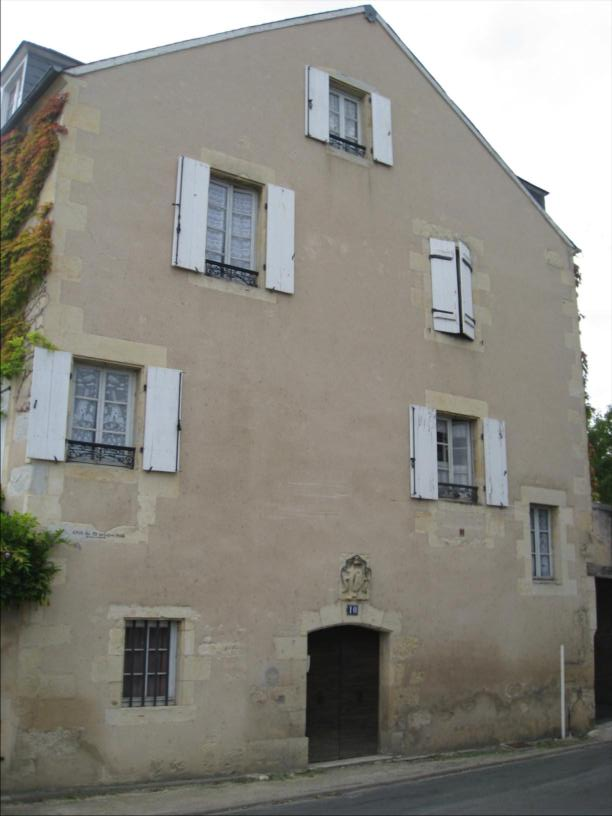
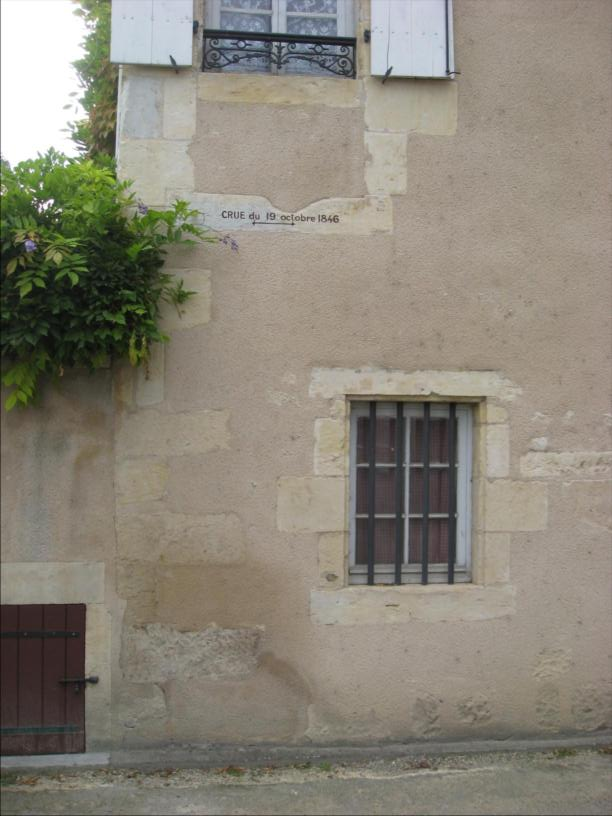
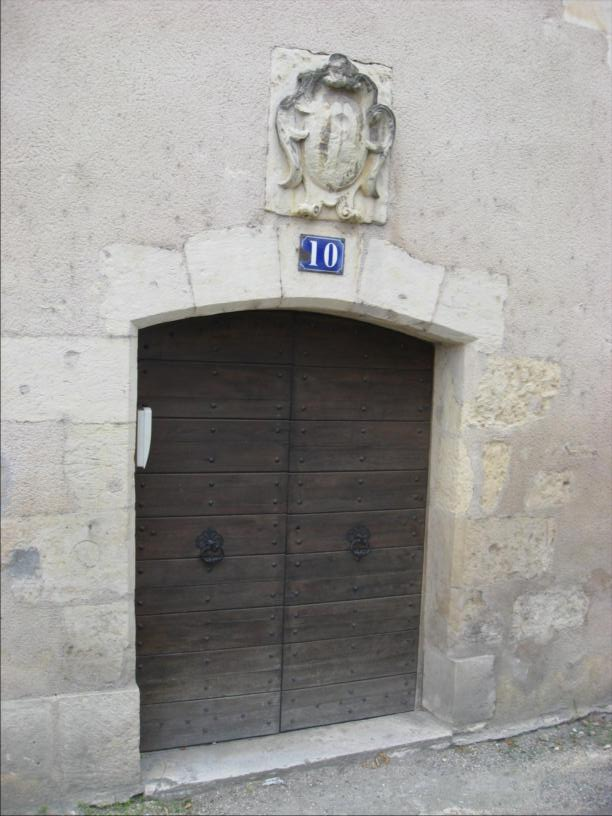